# Dartmouth (Nova Scotia)
Dartmouth ist eine ehemalige Stadt in der Provinz Nova Scotia, Kanada am Ostufer der Bucht von Halifax. Sie galt als Zwillingsstadt von Halifax und trägt den Spitznamen City of Lakes.
Seit 1. April 1996 bildet Dartmouth zusammen mit Halifax, Bedford und dem Halifax County den Verwaltungsbezirk Halifax Regional Municipality (HRM). Es leben zurzeit innerhalb der HRM etwa 370.000 Menschen, was 40 % der Bevölkerung von Nova Scotia und 15 % aller Bewohner der atlantischen Provinzen ausmacht.

## Geschichte

### Gründung
Im Jahr 1750 erreichte das Segelschiff Alderney mit 353 Immigranten die Küste Nova Scotias. Entscheidungsträger in Halifax entschieden, dass die Neuankömmlinge sich auf der anderen Seite der Bucht von Halifax ansiedeln sollten. Das Gebiet wurde von den Mi’kmaq als „Boonamoogwaddy“ (engl. „Tomcod Ground“) bezeichnet. Später bekam die Siedlung den Namen Dartmouth, zu Ehren von William Legge, dem 2. Graf von Dartmouth. 1752 lebten 53 Familien mit 193 Personen in der Gemeinde.

### Entwicklung
Die Weiterentwicklung Dartmouths ging schleppend voran. Erst 1784, als nach dem Ende des Amerikanischen Unabhängigkeitskrieges eine Gruppe von Quäkern aus Nantucket ankam, fing die Gemeinde an zu wachsen. Die Quäker gründeten einen Handelsposten für den Walfang, bauten Wohnhäuser, eine Werft, Fabriken für Kerzen und andere Produkte aus Tran. Das profitable Geschäft lockte viele neue Bewohner an, die eine Anstellung vorfanden.
Zu Beginn des 19. Jahrhunderts bestand Dartmouth aus 25 Familien. Der Beginn des Baus des Shubenacadie Kanals im Jahr 1826 gab der Gemeinde weiteren Auftrieb. Der Kanal sollte Dartmouth mit der Bay of Fundy verbinden. In der Nähe des Kanals entstanden weitere Fabriken für Eislaufschuhe, Nägel, Türen, Seile.
Im April 1955 wurde die Angus L. Macdonald Bridge eröffnet, die Dartmouth mit Halifax verbindet. Die Brücke wurde zu Ehren des ehemaligen Premierministers von Nova Scotia Angus L. MacDonald benannt. Durch die neue Verbindung wurden neue Häuser, Geschäfte und Fabriken gebaut. Die Einwohnerzahl Dartmouths verdoppelte sich innerhalb von zehn Jahren. 1970 wurde eine weitere Brücke, die A. Murray MacKay Bridge eröffnet um den Straßenverkehr zu bewältigen.

### Heute
Als Teil des Halifax Regional Municipality mit 96.165 Einwohnern ist Dartmouth im Vergleich zu Halifax mehr eine Wohnstadt als eine Geschäftstadt.

## Wissenswertes

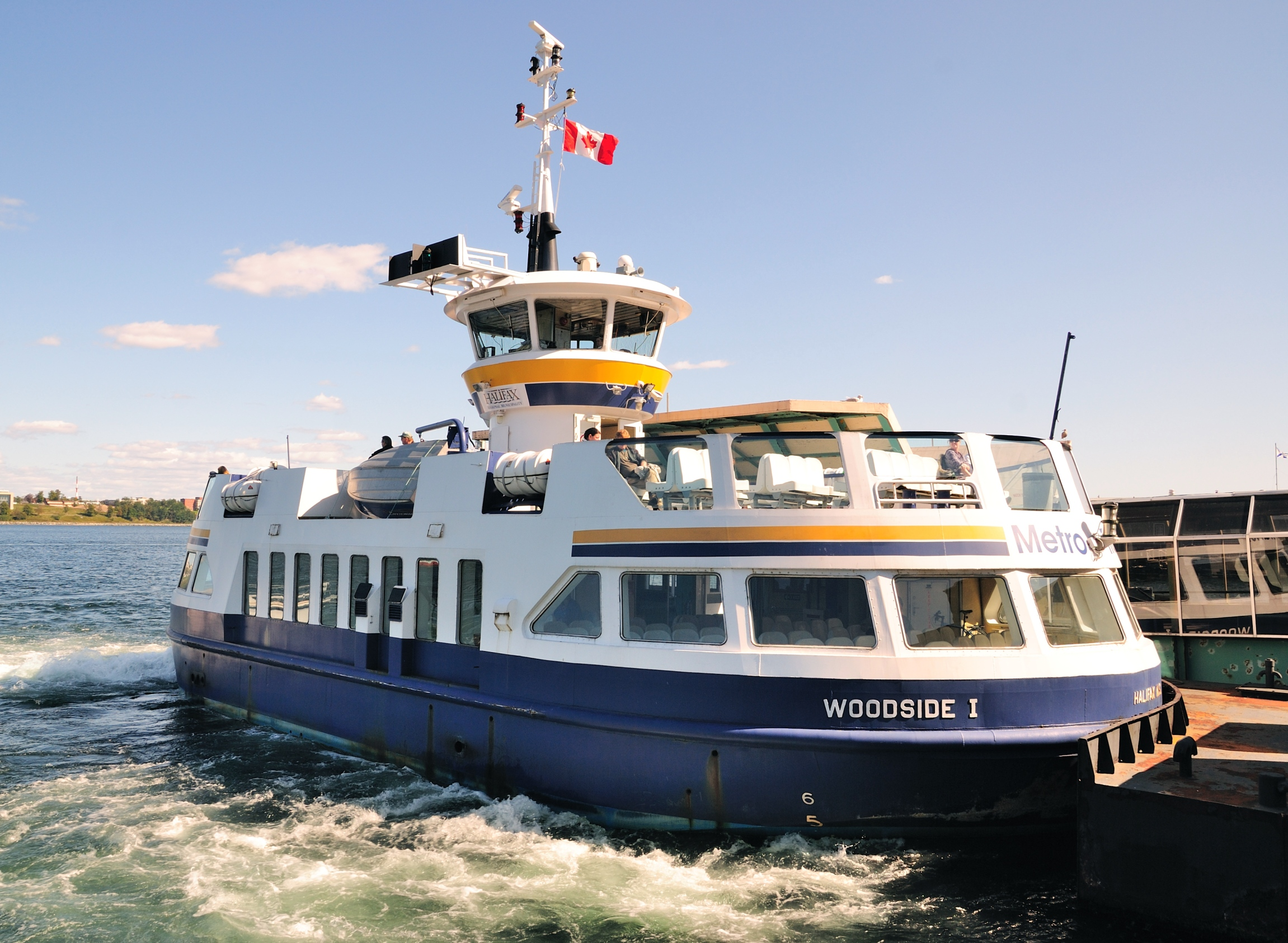
Fährverbindung zwischen Dartmouth und Halifax

- Im Februar 1752 startete die Familie Connor aus Dartmouth einen Fährdienst der Dartmouth mit Halifax verband. Anfangs war die Fähre ein Ruderboot mit Segeln. 1816 wurde eine neue Fähre eingesetzt, die von 8 Pferden angetrieben wurde. Bei günstigem Wind konnten sich die Pferde ausruhen. 1830 regte Samuel Cunard der Gründer der Cunard Line an, die Pferde durch eine mit Dampf betriebene Fähre zu ersetzen. Auch nach dem Bau der Angus L. MacDonald Brücke im Jahr 1955, überquert die Fähre noch heute die Bucht von Halifax.

- Der anschnallbare Eislaufschuh aus Stahl wurde 1867 durch John Forbes erfunden, einem Vorarbeiter der Starr Manufacturing Company aus Dartmouth.

- Dartmouth ist Sitz des Bedford Institute of Oceanography, Kanadas erster und derzeit größter Bundesforschungseinrichtung für Ozeanographie

- Der Spitzname City of Lakes leitet sich von den 23 Seen im Gemarkungsgebiet von Dartmouth ab
- Die kanadische Kultserie Trailer Park Boys wird in Dartmouth gedreht

## Söhne und Töchter der Stadt
- Henry William Newlands (1862–1954), Kommissar des Yukon Territoriums und Vizegouverneur der Provinz Saskatchewan
- Helen Creighton (1899–1989), Musikethnologin und Volksliedsammlerin
- Ruby Keeler (1909–1993), Schauspielerin und Tänzerin
- Mike Johnston (* 1957), Eishockeytrainer
- Robert McCall (1958–1991), Eiskunstläufer
- James Tupper (* 1965), Schauspieler
- Sidney Crosby (* 1987), Eishockeyspieler